# 연결제
연결제(聯結制, Connexionalism)는 감리교, 아일랜드 감리교, 연합 감리교, 자유 감리교, 아프리카 감리교, 아프리카 감리교 시온교회, 성서 감리교회에서 실천된 것처럼 감리교 교회주의의 신학적 이해와 기반이다. 감리교 교회와, 그리고 이들 교회에서 파견된 선교사들이 웨슬리주의를 표방한 많은 교단들의 연결. 연합으로서, 감리교회는 "모든 지도자와 집회는 지역적 우려를 대체하는 충성심과 약속의 네트워크에서 연결되어 있다"는 원칙을 정의하고 있다." 이에 따라 감리교회의 주요 의사결정 기구는 여러 단계의 교회 위계 대표들을 한자리에 모으는 역할을 하는 회의들이다.

## 개관
영국의 기독교 역사에서, 연결은 각 교단에 딸린 정기 목사들과 함께 여행하는 목사들을 고용하는 기도 단체들의 순회였다. 이러한 조직화 방법은 18세기 영국의 부적합주의 종교계에서 나타났다. 예를 들어 헌팅돈의 코넥시온 백작 부인은 헌팅돈 백작부인 셀리나에 의해 설립되었다. 시간이 흐르면서 감리교단이 별도의 교회가 되면서 이러한 연결구조는 성공적 정치와는 별개의 새로운 정치 체계를 형성하게 되었다.